# ブラチスラヴァ県
ブラチスラヴァ県（ブラチスラヴァけん、Bratislavský kraj）は、スロバキアの県の一つである。県都は、ブラチスラヴァ。
スロバキアの西端部に位置し、オーストリアと接している。

## 下位行政区画
- マラツキ郡（英語版）（Okres Malacky）
- ペジノク郡（英語版）（Okres Pezinok）
- セネツ郡（英語版）（Okres Senec）
- ブラチスラヴァ1郡（Bratislava I ）
- ブラチスラヴァ2郡（Bratislava II）
- ブラチスラヴァ3郡（Bratislava III）
- ブラチスラヴァ4郡（Bratislava IV）
- ブラチスラヴァ5郡（Bratislava V）

## 主な都市
- ブラチスラヴァ
- ペジノク